# Кубическое уравнение

График кубической функции, у которой 3 действительных корня (в месте пересечения горизонтальной оси, где у = 0). Имеются 2 критические точки

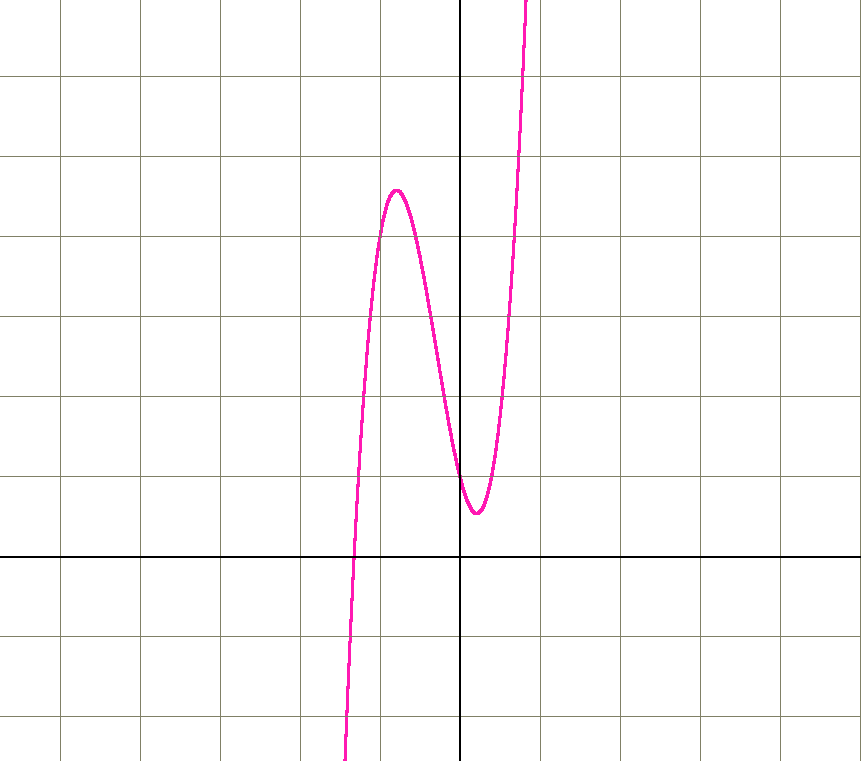
Уравнение имеет один действительный и два комплексных корня.

Куби́ческое уравне́ние — алгебраическое уравнение третьей степени, общий вид которого следующий:
{\displaystyle ax^{3}+bx^{2}+cx+d=0,\;a\neq 0.}
Здесь коэффициенты {\displaystyle a,b,c,d} — вещественные или комплексные числа.
Для анализа и решения кубического уравнения можно в декартовой системе координат начертить график левой части, полученная кривая называется кубической параболой (см. рисунки).
Кубическое уравнение общего вида может быть приведено к каноническому виду путём деления на {\displaystyle a} и замены переменной {\displaystyle x=y-{\tfrac {b}{3a}}.} В результате получается упрощённый вид уравнения:
{\displaystyle y^{3}+py+q=0,}
где
{\displaystyle p={\frac {c}{a}}-{\frac {b^{2}}{3a^{2}}}={\frac {3ac-b^{2}}{3a^{2}}},}
{\displaystyle q={\frac {d}{a}}-{\frac {bc}{3a^{2}}}+{\frac {2b^{3}}{27a^{3}}}={\frac {27a^{2}d-9abc+2b^{3}}{27a^{3}}}.}
Кубическое уравнение разрешимо в радикалах, см. Формула Кардано.

## История

### Древний период
Кубические уравнения были известны ещё древним египтянам, вавилонянам, древним грекам, китайцам и индийцам. Были найдены клинописные таблички Старовавилонского периода (XX—XVI век до н. э.), содержащие таблицы значений кубов и кубических корней. Вавилоняне могли использовать эти таблицы для решения кубических уравнений, но не существует никаких свидетельств, что они это делали.
Задача удвоения куба использует простейшее и наиболее старое из кубических уравнений, и древние египтяне не верили, что решение его существует. В пятом веке до нашей эры Гиппократ свёл эту задачу к нахождению двух средних пропорциональных между одним отрезком и другим, вдвое большим его, но не смог решить её с помощью циркуля и линейки, что, как теперь известно, невозможно сделать.
В III веке нашей эры древнегреческий математик Диофант нашёл целые и рациональные решения для некоторых кубических уравнений с двумя неизвестными (диофантовых уравнений). Считается, что Гиппократ, Менехм и Архимед подошли ближе к решению задачи об удвоении куба с помощью конических сечений, хотя некоторые историки, такие как Ревиэль Нетц (Reviel Netz), говорят о том, что неизвестно, думали ли греки о кубических уравнениях, или просто о задачах, которые могут привести к кубическим уравнениям. Другие, как, например, Томас Хит, переводчик и комментатор всех дошедших до нас трудов Архимеда, не соглашаются, указывая на свидетельства, что Архимед действительно решал кубические уравнения с помощью пересечения двух конусов.
Численные методы решения кубических уравнений появляются в китайском математическом тексте Математика в девяти книгах, составленном около второго столетия до нашей эры и прокомментированном китайским математиком Лю Хуэем в третьем столетии.
В VII веке во времена династии Тан астроном и математик Ван Сяотун в своём математическом трактате, озаглавленном Цзигу Суаньцзин, изложил и решил 25 кубических уравнений вида {\displaystyle x^{3}+px^{2}+qx=N}, в 23 из которых {\displaystyle p,q\neq 0}, и в двух уравнениях {\displaystyle q=0}.

### Средневековье
В X веке математик Абу Бакр аль-Караджи сформулировал правило:
{\displaystyle {\sqrt {{\sqrt {A}}\pm {\sqrt {B}}}}={\sqrt {\frac {{\sqrt {A}}+{\sqrt {A-B}}}{2}}}\pm {\sqrt {\frac {{\sqrt {A}}-{\sqrt {A-B}}}{2}}}}
А также предложил своим читателям самостоятельно формировать иррациональности подобного вида. Историк математики Пол Люкей отмечает, что если бы у аль-Караджи нашлись последователи в этом вопросе, то кто-нибудь мог бы легко придти к мысли использовать в правой части приведённой формулы кубические корни. Тогда получилось бы выражение, в основном совпадающее с так называемой формулой Кардано. С помощью известных аль-Караджи вычислений, например, {\displaystyle (a+b)^{3}}, можно было бы доказать, что это выражение решает кубическое уравнение. Эта идея аль-Караджи получила развитие у европейских алгебраистов, творчество которых базировалось на восточном наследии.
В XI веке персидский поэт и математик Омар Хайям (1048—1131) сделал существенный прогресс в теории кубических уравнений. В ранних работах, посвящённых кубическим уравнениям, он обнаружил, что кубическое уравнение может иметь два решения (случай трёх корней остался им незамеченным), и утверждал, что уравнение не может быть решено с помощью циркуля и линейки. Он также нашёл геометрическое решение. В его более позднем труде, Трактат о демонстрации задач алгебры, он описал полную классификацию кубических уравнений с их общими геометрическими решениями, использующими пересечения конических сечений.
В XII столетии индийский математик Бхаскара II пытался решать кубические уравнения без особых успехов. Однако он привёл один пример решения кубического уравнения:
{\displaystyle x^{3}+12x=6x^{2}+35.}
В том же XII столетии персидский математик Шараф ад-Дин написал Al-Mu’adalat (Трактат об уравнениях), в котором говорится о восьми типах кубических уравнений с положительными решениями и о пяти типах, не имеющих положительных решений. Он использовал подход, который позднее стал известен как метод «Руффини — Горнера» для численной аппроксимации корня кубического уравнения. Он разработал также концепцию производной функции и экстремумов кривой для решения кубических уравнений, которые могут не иметь положительных значений. Он понял важность дискриминанта кубического уравнения для нахождения алгебраического решения некоторых специальных видов кубических уравнений.
В средневековой Европе до XVI века успехов в решении кубических уравнений не было. Леонардо Пизанский, известный также как Фибоначчи (1170—1250), умел находить положительные решения кубического уравнения {\displaystyle x^{3}+2x^{2}+10x=20} с помощью вавилонских цифр. Он указал решение {\displaystyle 1,22,7,42,33,4,40,} что равно {\displaystyle 1+22/60+7/60^{2}+42/60^{3}+33/60^{4}+4/60^{5}+40/60^{6}} в стандартной записи и отличается от точного решения только на три триллионных.
Лука Пачоли в своём трактате «Сумма арифметики, геометрии, отношений и пропорций» (1494 год) писал, что общее решение кубических уравнений «столь же невозможно при современном состоянии науки, как и решение квадратуры круга циркулем и линейкой».

### Открытие дель Ферро — Тартальи
В начале XVI века итальянский математик Сципион дель Ферро нашёл общий метод решения важного класса кубических уравнений, а именно, уравнений вида {\displaystyle x^{3}+mx=n} с неотрицательными n и m. Фактически все кубические уравнения можно свести к такому виду, если допустить возможность для {\displaystyle m} и {\displaystyle n} быть отрицательными, но отрицательные числа в то время ещё не считались допустимыми. Дель Ферро держал своё открытие в секрете, пока не рассказал о нём перед своей смертью своему ученику Антонио Фиоре (Antonio Fiore).

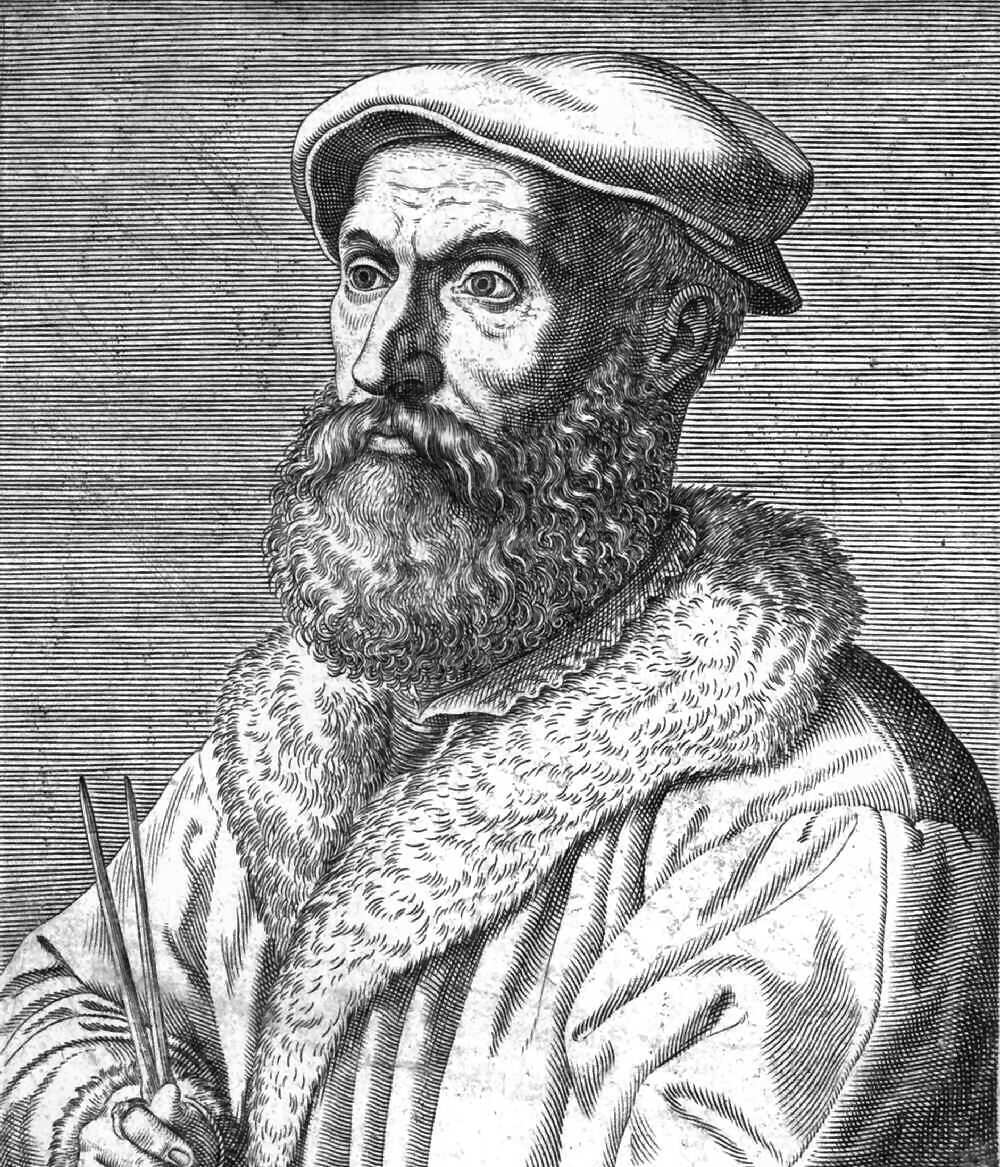
Никколо Фонтана Тарталья.

В 1535 году Никколо Тарталья получил две задачи в виде кубических уравнений от Дзуанне да Кои (Zuanne da Coi) и объявил, что он их может решить. Он вскоре получил вызов от Фиоре на математическое соревнование, которое после его завершения стало знаменитым. Каждый из них должен был предложить определённое число задач сопернику для решения. Оказалось, что все задачи, полученные Тартальей, сводились к кубическим уравнениям типа {\displaystyle x^{3}+mx=n}. Незадолго до истечения срока Тарталье удалось разработать общий метод решения кубических уравнений этого типа (переоткрыв метод дель Ферро), а также обобщить его на два других типа ({\displaystyle x^{3}=mx+n} и {\displaystyle x^{3}+n=mx}). После этого он быстро решил все предложенные ему задачи. Фиоре же получил от Тартальи задачи из различных разделов математики, многие из которых оказались ему не под силу; в результате Тарталья выиграл соревнование.
Позднее Джероламо Кардано (1501—1576) неоднократно пытался убедить Тарталья раскрыть секрет решения кубических уравнений. В 1539 году ему это удалось: Тарталья сообщил свой метод, но при условии, что Кардано никому его не откроет до выхода книги самого Тартальи о кубических уравнениях, над которой он работал и где собирался опубликовать метод. Спустя шесть лет Тарталья так и не опубликовал свою книгу, а Кардано, узнав к тому времени о работах Ферро, счёл возможным опубликовать метод дель Ферро (с упоминанием имени Тартальи, как независимо его открывшего) в своей книге «Ars Magna» в 1545 году. Кардано оправдывался тем, что обещал не сообщать никому результаты Тартальи, а не дель Ферро. Тем не менее, Тарталья считал, что Кардано нарушил обещание и послал тому вызов на соревнование, который Кардано не принял. Вызов, в конце концов, принял ученик Кардано Лодовико Феррари (1522—1565), и оказался победителем.
Кардано заметил, что метод Тарталья иногда (а именно — при наличии трех действительных корней) требует извлечения квадратного корня из отрицательного числа. Он даже включил вычисления с этими комплексными числами в Ars Magna, но, на самом деле, до конца проблему не понял. Рафаэль Бомбелли изучал эту проблему детально, а потому считается первооткрывателем комплексных чисел.
Франсуа Виет (1540—1603) независимо вывел решение кубического уравнения с тремя действительными корнями.
Его решение было основано на тригонометрической формуле
{\displaystyle (2{\cdot }\cos \phi )^{3}-3{\cdot }(2{\cdot }\cos \phi )=2{\cdot }\cos(3{\cdot }\phi ).}
В частности, подстановка {\displaystyle x=2{\cdot }a{\cdot }\cos \phi } приводит уравнение
{\displaystyle x^{3}-3{\cdot }a^{2}{\cdot }x=a^{2}\cdot b.}
к виду
{\displaystyle 2{\cdot }a{\cdot }\cos(3{\cdot }\phi )=b.}
Позднее Рене Декарт (1596—1650) углубил работу Виета
.

## Корни уравнения
Число {\displaystyle x}, обращающее уравнение в тождество, называется корнем или решением уравнения. Оно является также корнем многочлена третьей степени, стоящего в левой части канонической записи.
Над полем комплексных чисел, согласно основной теореме алгебры, кубическое уравнение
{\displaystyle ax^{3}+bx^{2}+cx+d=0}
всегда имеет 3 корня {\displaystyle x_{1},x_{2},x_{3}} (с учётом кратности).
Так как каждый вещественный многочлен нечётной степени имеет хотя бы один вещественный корень, все возможные случаи состава корней кубического уравнения исчерпываются тремя, описанными ниже.
Эти случаи различаются с помощью знака дискриминанта:
{\displaystyle \Delta =a^{4}{\cdot }(x_{1}-x_{2})^{2}{\cdot }(x_{1}-x_{3})^{2}{\cdot }(x_{2}-x_{3})^{2}=}
{\displaystyle =-4{\cdot }b^{3}\cdot d+b^{2}{\cdot }c^{2}-4{\cdot }a{\cdot }c^{3}+18{\cdot }a{\cdot }b{\cdot }c{\cdot }d-27{\cdot }a^{2}{\cdot }d^{2}.}
Возможны три случая:
- Если {\displaystyle \Delta >0,} тогда уравнение имеет три различных вещественных корня.
- Если {\displaystyle \Delta <0,} то уравнение имеет один вещественный и пару комплексно сопряжённых корней если коэффициенты уравнения — вещественные числа и не обязательно комплексно сопряжённые в противном случае.
- Если {\displaystyle \Delta =0,} тогда хотя бы два корня совпадают. Это может быть, когда уравнение имеет двойной вещественный корень и ещё один отличный от них вещественный корень; либо все три корня совпадают, образуя корень кратности 3. Разделить эти два случая помогает результант кубического уравнения и его второй производной: у многочлена есть корень кратности 3 тогда и только тогда, когда указанный результант также равен нулю.

По теореме Виета корни кубического уравнения {\displaystyle x_{1},\,x_{2},\,x_{3}} связаны с коэффициентами {\displaystyle a,\,b,\,c,\,d} следующими соотношениями:
{\displaystyle x_{1}+x_{2}+x_{3}=-{\frac {b}{a}},}
{\displaystyle x_{1}x_{2}+x_{2}x_{3}+x_{1}x_{3}={\frac {c}{a}},}
{\displaystyle x_{1}\,x_{2}\,x_{3}=-{\frac {d}{a}}.}
Делением указанных соотношений друг на друга можно получить ещё несколько соотношений:
{\displaystyle {\frac {1}{x_{1}}}+{\frac {1}{x_{2}}}+{\frac {1}{x_{3}}}=-{\frac {c}{d}},\quad d\neq 0,}
{\displaystyle {\frac {1}{x_{1}x_{2}}}+{\frac {1}{x_{2}x_{3}}}+{\frac {1}{x_{1}x_{3}}}={\frac {b}{d}},\quad d\neq 0,}
{\displaystyle {\frac {1}{x_{1}x_{2}x_{3}}}=-{\frac {a}{d}},\quad d\neq 0.}

## Методы решения
Общие точные методы решения:
- Формула Кардано
- Тригонометрическая формула Виета
- Преобразование Чирнгауза

Для некоторых особых типов кубических уравнений существуют специальные методы решения. См., например:
- Возвратное уравнение
- Теорема Безу

Также можно применять численные методы решения уравнений.

### Подстановка Виета
Как указывалось выше, любое кубическое уравнение можно привести к виду:
{\displaystyle t^{3}+pt+q=0,}
Сделаем подстановку, известную как подстановка Виета:
{\displaystyle t=w-{\frac {p}{3w}}}
В результате получим уравнение:
{\displaystyle w^{3}+q-{\frac {p^{3}}{27w^{3}}}=0.}
Умножив на {\displaystyle w^{3}}, получим уравнение шестой степени от {\displaystyle w}, которое, на самом деле, является квадратным уравнением от {\displaystyle w^{3}}:
{\displaystyle w^{6}+qw^{3}-{\frac {p^{3}}{27}}=0}

Геометрическое решение Омара Хайяма кубического уравнения для случая, дающее корень. То, что вертикальная прямая пересекает ось в центре круга, — специфично для данного конкретного примера.

Решая это уравнение, получим {\displaystyle w^{3}}. Если {\displaystyle w_{1}}, {\displaystyle w_{2}} и {\displaystyle w_{3}} являются тремя кубическими корнями {\displaystyle w^{3}}, то корни исходного уравнения можно получить по формулам
{\displaystyle t_{1}=w_{1}-{\frac {p}{3w_{1}}},\quad t_{2}=w_{2}-{\frac {p}{3w_{2}}}\quad } и {\displaystyle \quad t_{3}=w_{3}-{\frac {p}{3w_{3}}}.}

### Решение Омара Хайяма
Как показано на графике, для решения уравнения третьей степени {\displaystyle x^{3}+a^{2}x=b}, где {\displaystyle b>0,} Омар Хайям построил параболу {\displaystyle y={\frac {x^{2}}{a}},} окружность, диаметром которой является отрезок {\displaystyle \left[0,{\frac {b}{a^{2}}}\right]} положительной полуоси {\displaystyle x}, и вертикальную прямую, проходящую через пересечение параболы и окружности. Решение определяется длиной горизонтального отрезка от начала координат до пересечения вертикальной прямой с осью {\displaystyle x}.
Простое современное доказательство построения: умножаем на {\displaystyle x} уравнение и группируем члены
{\displaystyle {\frac {x^{4}}{a^{2}}}=x\,\left({\frac {b}{a^{2}}}-x\right)\,.}
Левая часть — это значение {\displaystyle y^{2}} на параболе. Уравнение окружности, {\displaystyle y^{2}+x\,\left(x-{\frac {b}{a^{2}}}\right)=0,} совпадает с правой частью уравнения и даёт значение {\displaystyle y^{2}} на окружности.